# Uroš Kojadinović
Uroš Kojadinović (Subotica, 26 de septiembre del 2000) es un jugador de balonmano serbio que juega de lateral derecho en el Fenix Toulouse HB. Es internacional con la selección de balonmano de Serbia.
Con la selección disputó los Juegos Mediterráneos de 2022, donde logró la medalla de bronce. Su primer gran campeonato con la selección fue el Campeonato Europeo de Balonmano Masculino de 2024.

## Palmarés

### Selección nacional
| Juegos Mediterráneos | Juegos Mediterráneos | Juegos Mediterráneos | Juegos Mediterráneos |
| Año                  | Lugar                | Medalla              |                      |
| -------------------- | -------------------- | -------------------- | -------------------- |
| 2022                 | Orán                 | Medalla de bronce    |                      |

### Partizan
- Copa de Serbia de balonmano (1): 2024

## Clubes
| Club              | País    | Año         |
| ----------------- | ------- | ----------- |
| Spartak Subotica  | Serbia  | ? - 2021    |
| RK Partizan       | Serbia  | 2021 - 2024 |
| Fenix Toulouse HB | Francia | 2024 - Act. |